# Beniamin Margarjan
Beniamin Margarjan (armeniska: Բենիամին Մարգարյան), född 12 december 1913 (n.s.) i Sjulaveri i dåvarande Kejsardömet Ryssland (nu Georgien), död 29 september 1985 i Jerevan i Armeniska SSR, var en armenisk astrofysiker som växte upp och verkade i Sovjetunionen. Han utbildade sig inom matematik och astrofysik på universiteten i Jerevan och Leningrad. Efter andra världskriget var han en av grundarna till Bjurakanobservatoriet, där han forskade och var vice forskningschef. Observatoriet arbetade mycket med klassificering av galaxer och Beniamin Margarjan gav namn åt Markarjangalaxer som är galaxer som strålar starkt i ultraviolett ljus, så kallade aktiva galaxer. Han har också gett namn åt Markarjankedjan i Virgohopen.